# HAMLET!!
ロック・オペラ『HAMLET!!』（ハムレット!!）は、宝塚歌劇団のミュージカル作品。月組公演。原作はウィリアム・シェイクスピア、脚本・演出は藤井大介。

## 解説
シェイクスピアの『ハムレット』は、宝塚歌劇でもそれまでに3度『ハムレット』として上演されてきたが、この舞台では、すべては亡霊（成仏できない魂＝ブラックスピル）たちが進行していく形式をとっている。物語のテーマは基本的に「復讐」であるが、その裏に潜む男と女の剥き出しの愛、親子の情念、過ぎていく青春のむなしさを、ロック調の音楽に乗せて繰り広げるロック・ミュージカルである。

## 公演期間と公演場所
- 2010年2月4日(木) - 2月14日(日)　宝塚バウホール公演
- 2010年2月19日(金) - 2月25日(木)　日本青年館大ホール公演

## キャスト
- ハムレット：龍真咲

- ガートルード：五峰亜季
- クローディアス：越乃リュウ
- 先王の亡霊：研ルイス
- ローゼンクラン：憧花ゆりの
- ムーヴァ：美夢ひまり
- ポローニアス：綾月せり
- ムーニョ：夏月都
- タッチストン：彩央寿音
- トレッセル：紗蘭えりか
- ゴンザーゴー：沢希理寿
- ホレーシオ：宇月颯
- ルシエーナス：海桐望
- ムーガル：白雪さち花
- クリストファ：有瀬そう
- オフィーリア：蘭乃はな
- アダム：貴澄隼人
- ギルデンスターン：鳳月杏
- バークレー：真愛涼歌
- ゴンザーゴー妻：愛那結梨
- シーリア：花陽みら
- フィービ：都月みあ
- オリヴァー：隼海惺
- レアティーズ：珠城りょう
- コリン：煌海ルイセ
- オードリー：晴音アキ
- シルヴィアス：朝美絢

## 参考資料及び外部リンク
- 宝塚歌劇公式ホームページの宝塚バウホール公演
- 宝塚歌劇公式ホームページの日本青年館大ホール公演